# Giovane giovane/Le gocce
Giovane giovane/Le gocce è un singolo della cantante italiana Cocky Mazzetti pubblicato nel 1963 dalla casa discografica Primary.

## Descrizione
Giovane giovane è uno dei brani più conosciuti della cantante, si classificò al terzo posto al Festival di Sanremo 1963 insieme alla versione di Pino Donaggio. Fu uno dei dischi più venduti di quest'edizione.
Nel 1989 la cantante partecipa alla trasmissione C'era una volta il Festival riproponendo questo brano, arrivando alla finale.
Il brano fa parte dell'album Cocki Mazzetti del 1963. Viene inciso in una versione differente anche nel 1992 nell'album Incominciò con un caffè.

## Tracce
1. Giovane giovane (Di Alberto Testa e Pino Donaggio)
2. Le gocce (Di Giantullio Giara e Pino Donaggio)